# Pic Occidental de Clarabide
El Pic Occidental de Clarabide és un cim de 3.008 m d'altitud, amb una prominència d'11 m, que es troba a ponent del Pic de Clarabide, al massís de Perdiguero, entre la província d'Osca (Aragó) i el departament dels Alts Pirineus (França).